# Svend Sandgreen

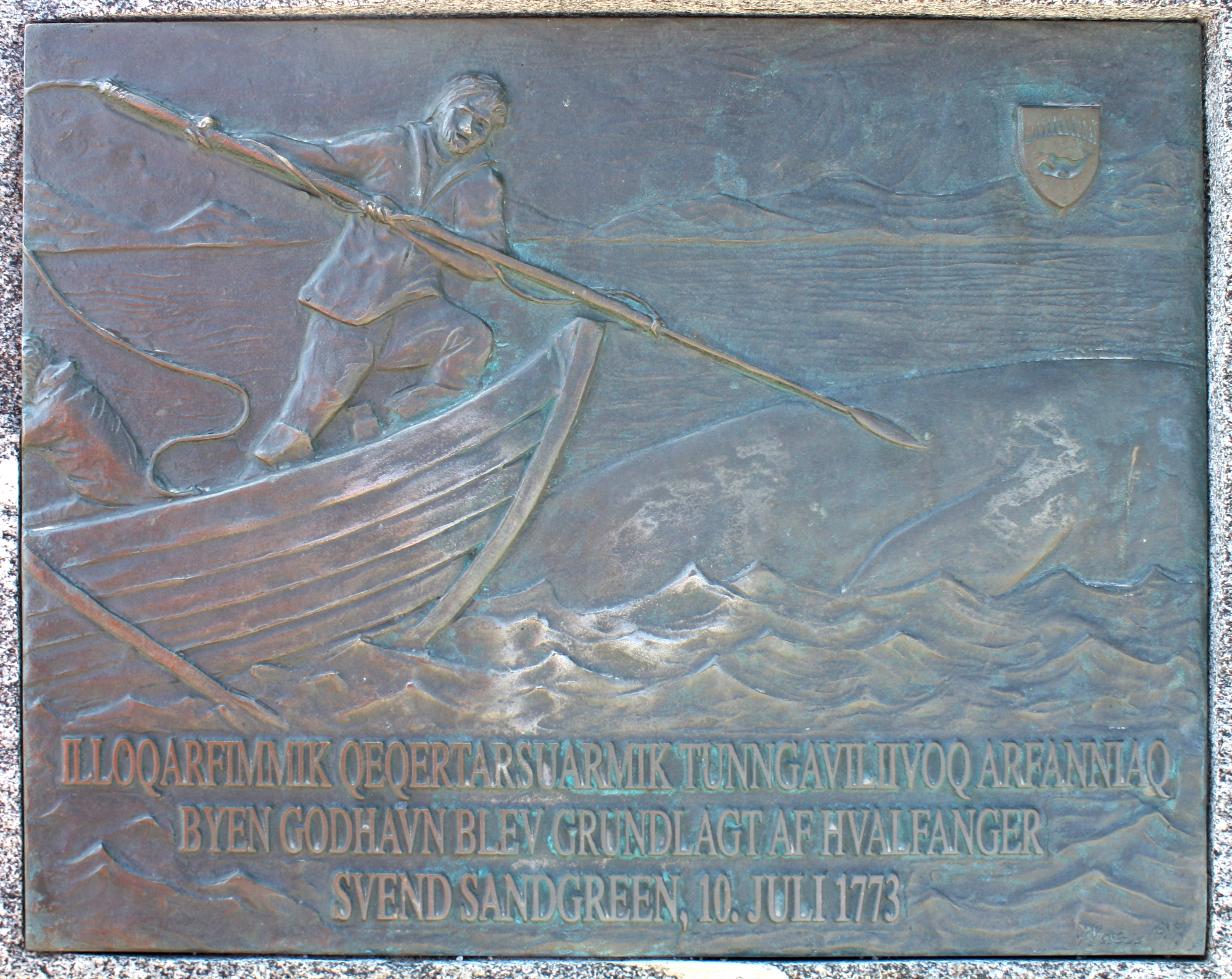
Gedenktafel für Svend Sandgreen in Qeqertarsuaq

Svend Sandgreen (* 1734; † 17. Februar 1793 in Kopenhagen) war ein schwedischer Kaufmann und Walfänger.

## Leben
Svend Sandgreen stammte aus Schweden. Über seine Herkunft ist nichts bekannt, aber offenbar arbeitete er als junger Mann in Dänemark, wo er 1759 von Det Almindelige Handelskompagni angestellt wurde und im selben Jahr nach Grönland geschickt wurde, wo er Arbeiter in der Kolonie Holsteinsborg in Ukiivik wurde. Er galt als guter Händler und Walfänger. 1764 wurde die Kolonie nach Sisimiut verlegt und Svend Sandgreen zum Assistenten befördert. 1765 heiratete er die Grönländerin Karen (um 1735–1783) und bekam mit ihr mehrere Kinder, über die er Stammvater der heutigen grönländischen Familie Sandgreen ist. Er lebte mit seiner Frau in einem grönländischen Haus, weil es in der Kolonie kein europäisches Wohnhaus gab, und als er sich darüber beschwerte, wurde das Missionshaus, das auf der gegenüberliegenden Buchtseite in Asummiut lag, nach Sisimiut versetzt, wo er mit seiner Familie einziehen konnte. In Sisimiut wurde er als ausgezeichneter Walfänger bekannt.
Deswegen wurde er 1773 damit beauftragt, die Walfängerloge Godhavn in Qeqertarsuaq auf der Diskoinsel zu gründen, die er als Oberassistent verwaltete. In diesen Jahren hatte er mit der Konkurrenz durch holländische Walfänger zu kämpfen. Mit Erfolg lehrte er der grönländischen Bevölkerung den Walfang. Unter ihm wuchs die Bevölkerungszahl von knapp 100 auf über 250 Menschen, was sich positiv auf die Handelserträge auswirkte. Er hörte von Kohlevorkommen auf der Diskoinsel und legte somit den Grundstein für deren Abbau. Er wurde als äußerst tüchtig beschrieben und erhielt für seine Arbeit 1777 zwei Medaillen sowie eine Silberkanne von König Christian VII. und Staatsminister Ove Høegh-Guldberg. Er bemühte sich einen Missionar in seiner Loge anstellen zu lassen, auch damit seine Kinder Unterricht erhalten können, aber als dies scheiterte, ließ er seinen Sohn Asarpane Andreas Sandgreen (1768–1827) zu Propst Jørgen Sverdrup reisen, wo er von diesem ausgebildet wurde, als Katechet angestellt wurde und dessen Stieftochter heiratete. 1783 wurde die Loge selbstständig und Svend Sandgreen wurde zum Kaufmann befördert. Im selben Jahr wurde er jedoch auf eigenen Wunsch in die weiter westlich gelegene Anlage Fortunebay versetzt, unterstützte aber weiterhin seinen Nachfolger in der Loge. Im selben Jahr starb seine Frau.
1788 wurde er auf Antrag wegen Alters freigestellt und kehrte im Folgejahr gemeinsam mit zwei Töchtern und einem Schwiegersohn nach Europa zurück. In Grönland ließ er die beiden Töchter Birgitte Charlotte Sandgreen (1766–1829), die mit Oberassistent Christopher Nicolai Libech (1748–1809) verheiratet war, und Kajuinna Christine Marie Sandgreen (1773–1801), verheiratet mit Böttcher Lars Olsen Munck (1772–1855), zurück. Svend Sandgreen starb vier Jahre später in Kopenhagen im Alter von rund 58 Jahren.